# Teucrium musimonum
Espèce
Teucrium musimonum est une espèce de plantes à fleurs de la famille des Lamiaceae. Elle est endémique du Maroc.